# 테사 로스
테사 사라 로스(Tessa Sarah Ross, CBE, 1961년~)는 영국의 영화 프로듀서이자 경영자이다. 2013년 《우먼스 아워》에서 선정한 영국에서 가장 영향력 있는 여성 100인 중 한 명으로 선정되었으며 영국 아카데미 영국 영화 공로상을 수상했다. 현재 국립 영화 및 텔레비전 학교의 명예교수이다. 2010년 새해 영예 훈장에서 방송에 대한 공로로 대영 제국 훈장 사령관으로 임명되었다.
로스는 2000년에 채널 4의 영화 부문 책임자로 임명되었고, 2002년부터 2014년까지 필름4와 필름4 프로덕션을 운영했다. 2011년 로열 내셔널 시어터 이사로 임명되었고, 2014년에 최고 경영자가 되었다. 새로운 리더십 구조에 대한 우려를 이유로 2015년 4월 사임했지만 컨설턴트로서 국립극장에서 계속 일했다.
《빌리 엘리어트》 (2000), 《라스트 킹》 (2006), 디스 이즈 잉글랜드 (2006), 《해피 고 럭키》 (2008), 《슬럼독 밀리어네어》 (2008), 《헝거》 (2008), 《네 얼간이》 (2010), 《127 시간》 (2010), 《셰임》 (2011), 《노예 12년》 (2013), 《언더 더 스킨》 (2013), 《엑스 마키나》 ( 2015), 《45년 후》 (2015), 《룸》 (2015), 《캐럴》 (2015)을 포함한 여러 유명 영국 영화의 제작 총괄을 맡았다..《콘클라베》 (2024) 를 제작해 아카데미 작품상 후보에 올랐으며, 영국 아카데미 작품상을 수상했다.

## 어린 시절
1961년 런던의 유대인 가정에서 태어났다 . 변호사이자 교사의 딸로 태어났으며 웨스트민스터 스쿨을 다녔고 1980년 옥스퍼드 대학교 소머빌 칼리지를 졸업했다. 옥스퍼드에서 동양학과 중국어를 전공하였고 연극에 관심을 갖게 되었다. 대학교에서 연극 동아리 회장으로 많은 연극을 연출했으며 이후 대학원에서 연극 교육을 받았다. 현재 소머빌 칼리지의 명예교수이다.

## 경력
로스는 옥스퍼드를 졸업한 후 1986년에 문학 에이전트가 되었다. 그 후 텔레비전 업계에 진출하여 로열 내셔널 시어터에서 일했던 당시 BBC 스코틀랜드 드라마 부서장 빌 브라이든 밑에서 일했으며, 각본 편집자로도 일했다. 로스는 당시 결혼한 상태였으며 임신을 하게되자 잠시 휴직했다. 휴직이 끝나고런던으로 돌아와 1990년에 이후 British Screen이 된 National Film Development Fund를 운영했다.
1993년에 로스는 다시 BBC에서 일했다. 1993년부터 2000년까지 드라마 제작사를 운영하면서 《빌리 엘리어트》등을 포함한 많은 영화 및 텔레비전 프로젝트를 제작했다. 2000년에 채널 4에서 드라마 부문 책임자로 일했고 나중에 영화 부문 책임자로 임명되었다. Ross는 2002년부터 2014년까지 필름4와 필름4 프로덕션를 운영했다 2010년에는 영국 영화 협회의 원장으로 임명되었다. 이듬해 로열 내셔널 시어터 이사로 임명되었고 2014년에는 최고경영자가 되었다. 새로운 리더십 구조에 대한 우려를 이유로 2015년 4월 사임했지만 컨설턴트로서 국립극장에서 계속 근무했다.
현재 로스는 런던 영화 학교의 명예 회원이다.

## 사생활
로스는 런던 캠던에 거주하고 있다. 마케팅 컨설턴트와 결혼했고 세 자녀를 두었다.

## 필모그래피
다음 영화에서 공동 제작자로 활동했다.
- 《콘클라베》 (2024)